# 並木正三 (初代)
初代並木正三（なみき しょうぞう、1730年〈享保15年〉 - 1773年3月9日〈安永2年2月17日〉）は、江戸時代中期の歌舞伎狂言作者。「正三」の部分は「しょうざ」とも読む。

## 人物
道頓堀の芝居茶屋和泉屋正兵衛の子として、大坂に生まれる。幼少から芝居に親しみ、14歳か15歳の時、『若水千歳狐』で水船の仕掛けを考案する。1749年（寛延2年）、大西庄三の名で『男作養老滝』を製作、同年11月、大西の芝居に転じ、泉屋正三と改称して立作者となった。1751年（寛永4年）、並木宗輔の門に入り、豊竹座で『日蓮聖人御法海』『一谷嫩軍記』の執筆に携わる。その後、角の居芝居の作者を兼ね、宗輔の没後は歌舞伎作者に専念した。1773年（安永2年）に急死。
原作を利用しつつ奇想天外な改作を得意とし、訳物の名人と言われた。また、1758年(宝暦8年)『三十石艠始』で回り舞台を角座に設けたほか、引き道具やがんどう返し、宙乗りといった舞台仕掛けを考案して歌舞伎独自の演劇性を明確化、浄瑠璃と歌舞伎の地位を逆転させ、上方歌舞伎の全盛期をもたらした。現在の歌舞伎のエンターティメント的要素の多くは、正三の作品にすでに含まれていたと評される。

## 作品
- 『幼稚子敵討』1753年（宝暦3年）7月
- 『けいせい天羽衣』1753年（宝暦3年）12月
- 『天竺徳兵衛聞書往来』1757年（宝暦7年）正月
- 『三十石艠始』1758年（宝暦8年）12月
- 『霧太郎天狗酒醼』1761年（宝暦11年）正月
- 『宿無団七時雨傘』1768年（明和5年）7月
- 『桑名屋徳蔵入船物語』1770年（明和7年）12月
- 『三千世界商往来』1772年（安永元年）正月